# یارود
یارود، روستایی از توابع بخش رودبار شهرستان قزوین در استان قزوین ایران است.
وجود بقعه امامزاده احمد علی اکبر روستای یارود را به عنوان جاذبه زیارتی این منطقه اعلام کرد، با توجه به فرهنگ اصیل عزاداری و سنت‌های محلی در گرامیداشت ایام ماه محرم و صفر هر ساله هزاران نفر از مناطق مختلف برای شرکت در مراسم ماه محرم به این روستا مسافرت می‌کنند.این روستا یکی از بزرگترین روستاها در الموت غربی است که در همسایگی شش روستا قرار دارد.از محصولات عمده این روستا می توان به گیلاس,فندق,گردو,گل گاو زبان,گل محمدی,سیب و انگور اشاره کرد.همچنین دو درخت گردوی کهنسال در روستای یارود با بیش از ۵۵۰ سال قدمت در فهرست آثار ملی کشور به ثبت رسیده است.یکی از این درختان با قطر دو و نیم متر، دور تنه هفت متر و مساحت تاج یکهزار و ۲۰۰ متر مربع در زمره بزرگترین و کهنسال ترین درخت گردوی کشور محسوب می شود.

## جمعیت
این روستا در دهستان رودبار محمد زمانی قرار دارد و براساس سرشماری مرکز آمار ایران در سال ۱۳۸۵، جمعیت آن ۶۴۲ نفر (۱۶۷خانوار) بوده‌است.

## زبان
در یارود همچون اکثر روستاهای الموت زبان تبری رایج است.